# Milan Lasica

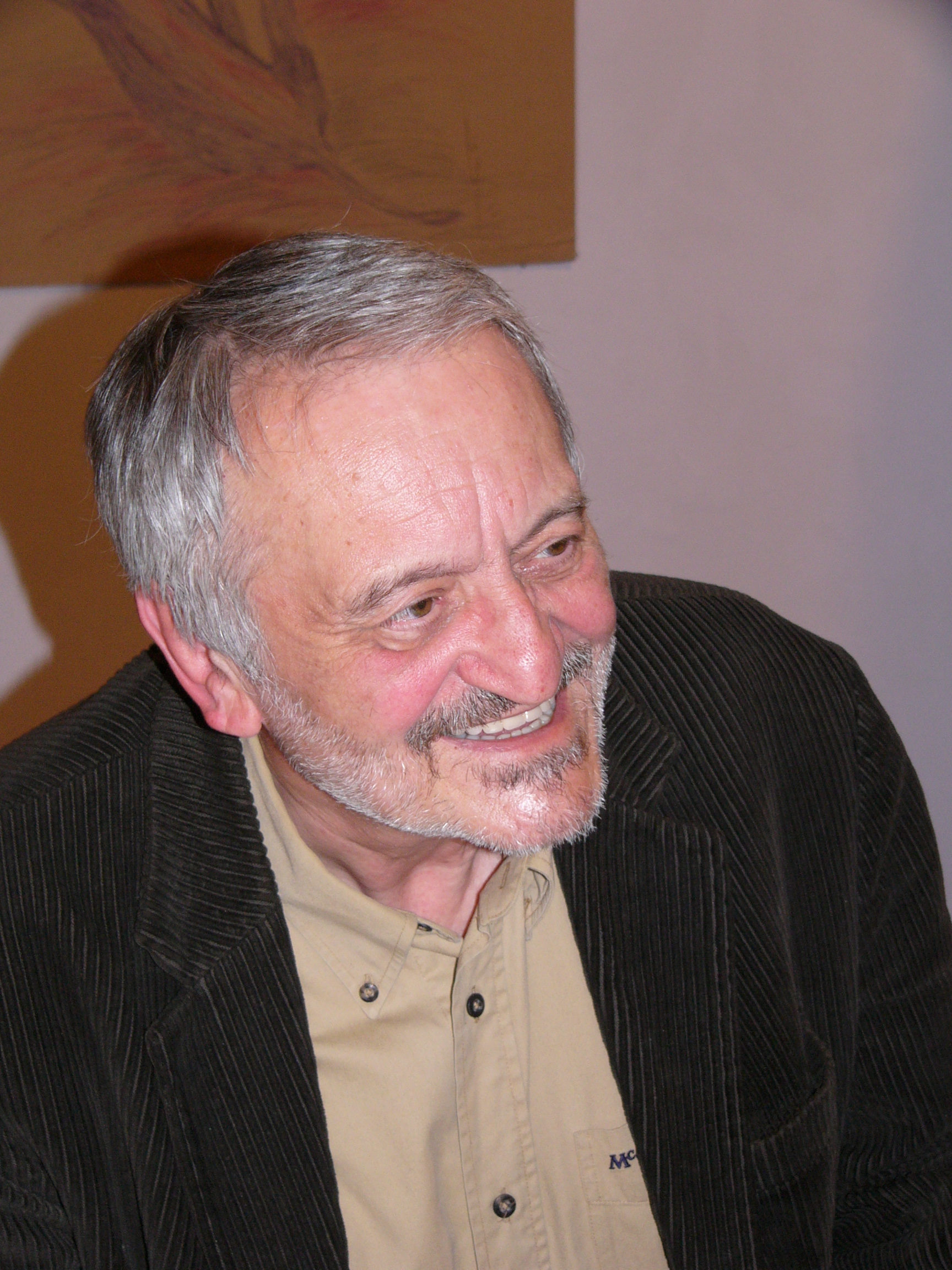
Milan Lasica, 2007

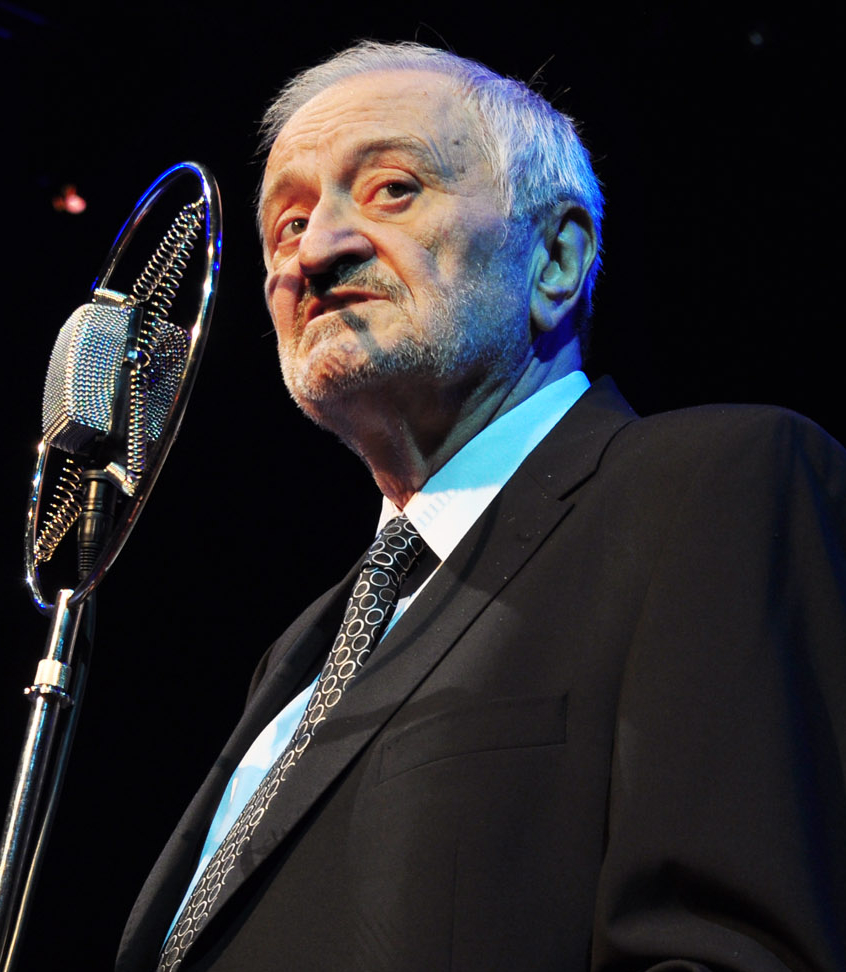
Milan Lasica, 2012

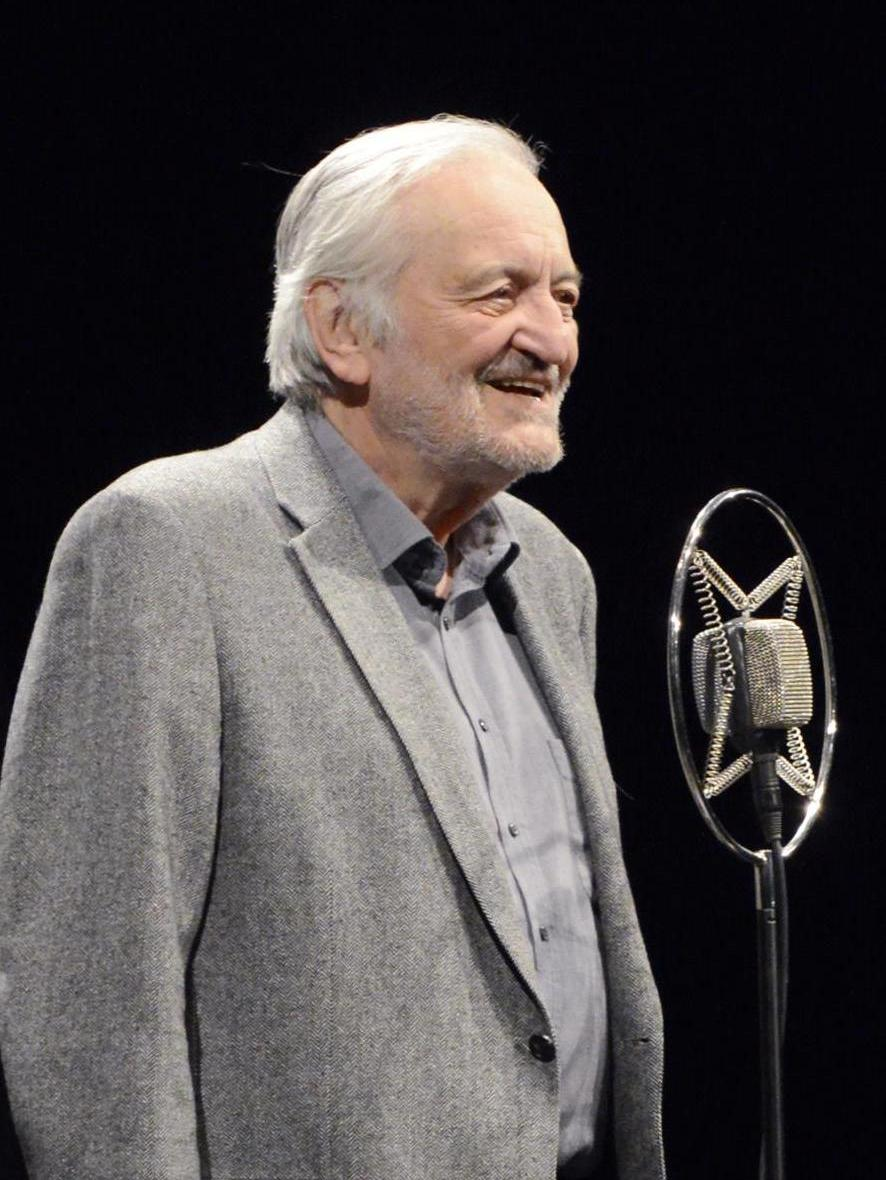
Milan Lasica, 2015

Milan Lasica (* 3. Februar 1940 in Zvolen; † 18. Juli 2021 in Bratislava) war ein slowakischer Humorist, Dramatiker, Prosa-Schriftsteller, Liedtexter, Schauspieler, Regisseur, Moderator und Sänger.

## Biografie
Seine Jugend verbrachte er in Pliešovce im Kreis Zvolen. Später studierte er Dramaturgie für die kleine Form an der Hochschule für Musische Künste in Bratislava. Bereits während seines Studiums verbrachte er viel Zeit in der Tatra, wo er gemeinsam mit Július Satinský seine Dialoge als Autor vorbereitete. Zwischen 1964 und 1967 arbeitete er als Dramaturg beim Tschechoslowakischen Fernsehen; in den Jahren 1967–1971 war er Mitglied des Theaters am Korso in Bratislava, 1971/1972 des Divadlo Večerní in Brünn, 1972–1978 der Neuen Szene in Bratislava und seit 1978 dort im Direktorium. Seit 1982 war er künstlerischer Leiter des Studio S, wo er bis zuletzt als Regisseur arbeitete. Seine erste Ehefrau war Zora Kolínska. Zuletzt war er verheiratet mit Magda Vášáryová, Schauspielerin und Mitglied des Slowakischen Nationalrates, und hatte mit ihr zwei Töchter. 2003 verlieh ihm der tschechische Präsident Václav Klaus die Tschechische Verdienstmedaille. Lasica war Unterzeichner der Anticharta.
Er starb am 18. Juli 2021 während eines Konzerts von Bratislava Hot Serenaders im Theater Štúdio L+S in Bratislava an Herzversagen.

## Werk
Lasica begann Dialoge, Szenen und Rollen für sich und seinen Partner Július Satinský zu schreiben, die alle Regeln des realistischen Theaters verletzten. Auf sein dramatisches Werk haben auch Arbeiten der tschechischen Schriftsteller und Komiker Jiří Voskovec und Jan Werich Einfluss genommen. Triviale Alltagssituationen werden erörtert und ins Absurde gewendet, was einen sehr ungewöhnlichen Umgang mit der Sprache erlaubt. Die absurden Positionen ihrer Texte sind aber keine Flucht aus der Realität, sondern bilden dramatische Höhepunkte und warnen vor der Gefahr zu geradlinigen Sprechens und konventionellen Denkens. Die Texte sollten auch nicht ohne einen skeptischen Blick auf die slowakische Mentalität bleiben. Zuletzt schrieb er hauptsächlich Lyrisches und er sang drei Alben mit der Musik von alten Evergreens der Jazzformation Bratislava Hot Serenaders.

## Filmografie (Auswahl)
- 1982: Die drei goldenen Haare des Sonnenkönigs (Plavčík a Vratko)
- 1984: Verschenktes Glück (Tři veteráni)
- 1985: Der falsche Prinz (Falešný princ)
- 1987: Frankensteins Tante (Fernsehserie) (Frankensteinova teta)
- 2006: Ich habe den englischen König bedient (Obsluhoval jsem anglického krále)